# اندیس آنومالی قره قلات
آنومالی قره قلات یک اندیس فلزی است که در حوالی شهر تخت سلیمان استان آذربایجان غربی قرار دارد و مادهٔ معدنی موجود در آن، طلا است.  در این اندیس، پاراژنز‌های سینابر، ارپیمان، گالن، لیمونیت، سروزیت، اسمیت زونیت، باریت، آزوریت یافت می‌شوند.